# Raionul Horodok, Liov
Horodok (în ucraineană Городоцький район, transliterat: Horodoțkîi raion) este un raion în regiunea Liov, Ucraina. Reședința sa este orașul Horodok.

## Demografie
Componența lingvistică a raionului Horodok
     Ucraineană (99,05%)
     Alte limbi (0,8%)
Conform recensământului din 2001, majoritatea populației raionului Horodok era vorbitoare de ucraineană (99,05%), existând în minoritate și vorbitori de alte limbi.